# Kaarlo Linkola
Kaarlo Linkola, före 1906 Collan, född 6 juni 1888 i Joensuu, död 27 april 1942 i Helsingfors, var en finländsk botaniker och växtgeograf.
Linkola blev filosofie doktor och docent 1919, professor i botanik vid Åbo universitet 1923 och vid Helsingfors universitet 1925. Bland Linkolas skrifter märks Studien über den Einfluss der Kultur auf die Flora (2 band, 1916-21), Überwinterung der Unkräuter und Ruderalpflanzen (1922), Verteilung der landwirtschaftlichen Siedlungen auf die Böden verschiedener Waldtypen in Finnland (1922) och Zur Kenntnis der Waldtypen Eestis (1929).
Han var fader till Pentti Linkola.
Han är begravd på Sandudds begravningsplats i Helsingfors.

## Utmärkelser
- Kommendörstecknet av Finlands Vita Ros’ orden,  1933[4]
- Kommendörstecknet av I klass av Finlands Vita Ros’ orden,  1940[4]

[Redigera Wikidata]

### Fotnoter
1. 1 2  auktorsnamn, auktorsnamn (botanik): Linkola, läst: 9 oktober 2017.[källa från Wikidata]
2. 1 2  Harvard University Herbaria & Libraries Index of Botanists, Harvard University Herbaria and Libraries, Harvard Index of Botanists-ID: 1679, läst: 9 oktober 2017.[källa från Wikidata]
3. 1 2  Matti Klinge (red.), Kansallisbiografia, Finska litteratursällskapet och Finska historiska samfundet, Finlands nationalbiografi-ID: 7105, läst: 9 oktober 2017.[källa från Wikidata]
4. 1 2 3 4  Matti Klinge (red.), Kansallisbiografia, Finska litteratursällskapet och Finska historiska samfundet, Finlands nationalbiografi-ID: 7105.[källa från Wikidata]
5. ↑  ”Hietaniemen hautausmaa – merkittäviä vainajia”. Helsingin seurakuntayhtymä. https://www.helsinginseurakunnat.fi/material/attachments/hautausmaat/hietaniemi/w8GZkM0y7/Hietaniemen_merkittavia_vainajia.pdf. Läst 12 juli 2016.